# Celosia argentea
Целозія срібляста, оперений півнячий гребінь, срібний півнячий гребінь (Celosia argentea) — трав'яниста рослина тропічного походження, і відома своїми яскравими кольорами. В Індії та Китаї відомий як бур'ян.

## Опис
Celosia argentea — ніжний однорічник, який часто вирощують у садах. Цвіте з середини весни до літа. Розмножується насінням. Насіння надзвичайно дрібне, до 43 000 насінин на унцію. Квіти гермафродити, і рослина також проявляє додекаплоїдію.

## Використання
Він використовується в Африці для контролю росту паразитичної рослини Стрига. Його також можна використовувати в милі.

### Їжа
Листя і квіти їстівні і вирощуються для такого використання в Африці та Південно-Східній Азії. Celosia argentea var. argentea або «шпинат Лагос» — одна з основних видів вареної зелені Західної Африки, де вона відома як соко йотко (йоруба) або фарар алаййафо (хауса).

## Зображення

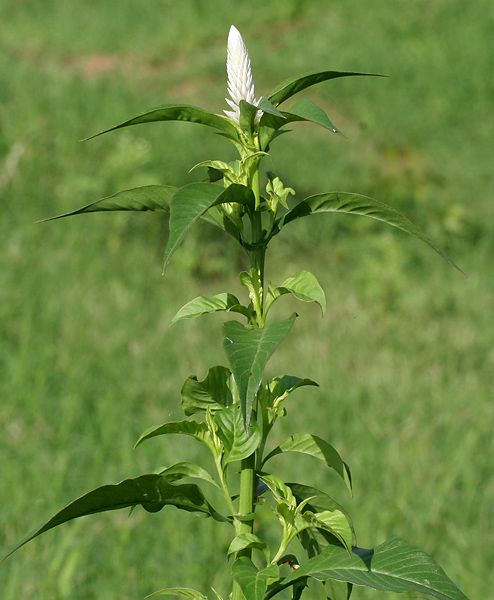
Celosia argentea
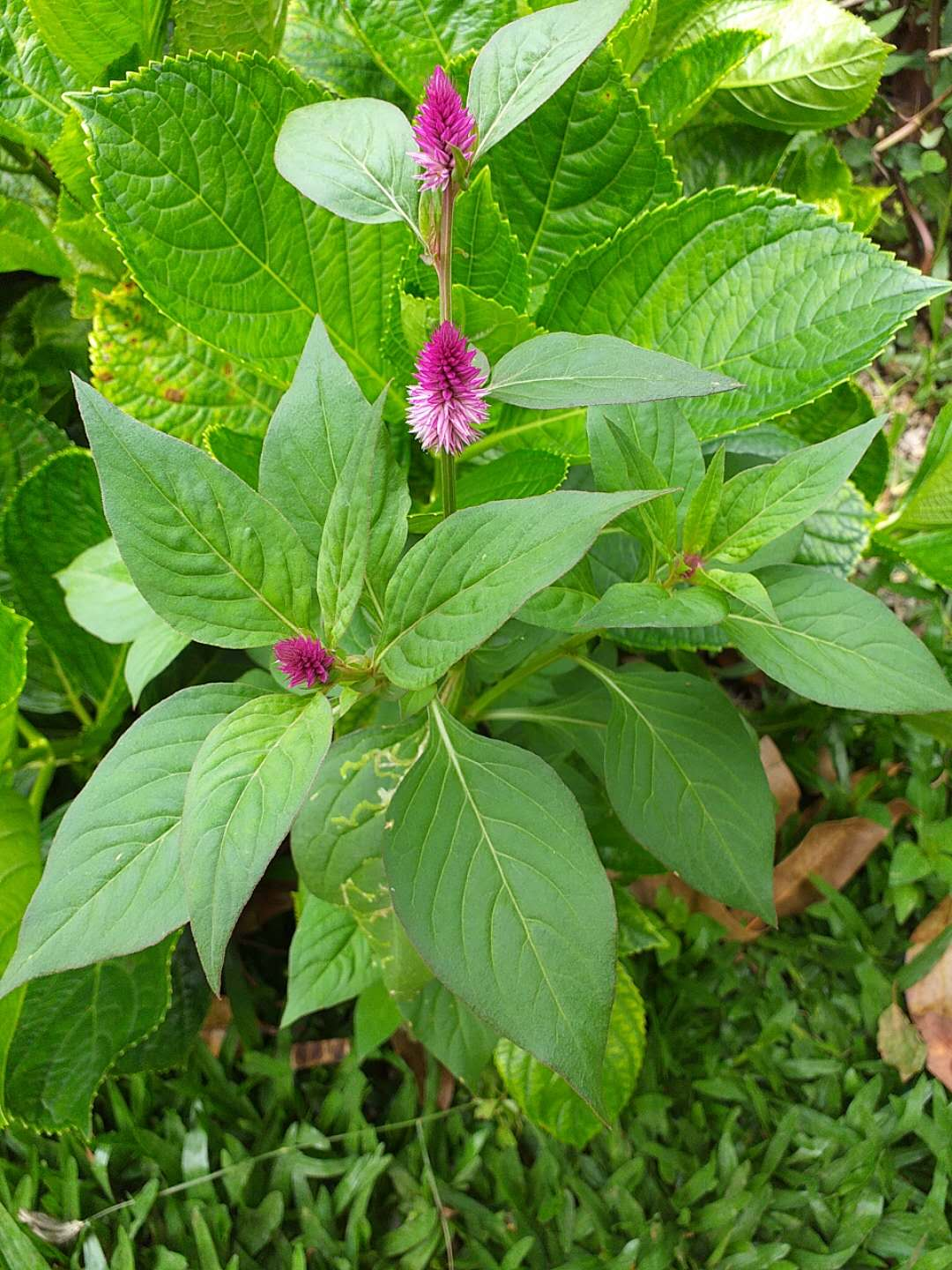
Celosia argentea. 2018 Всесвітня виставка флори Тайчжун, Тайвань.
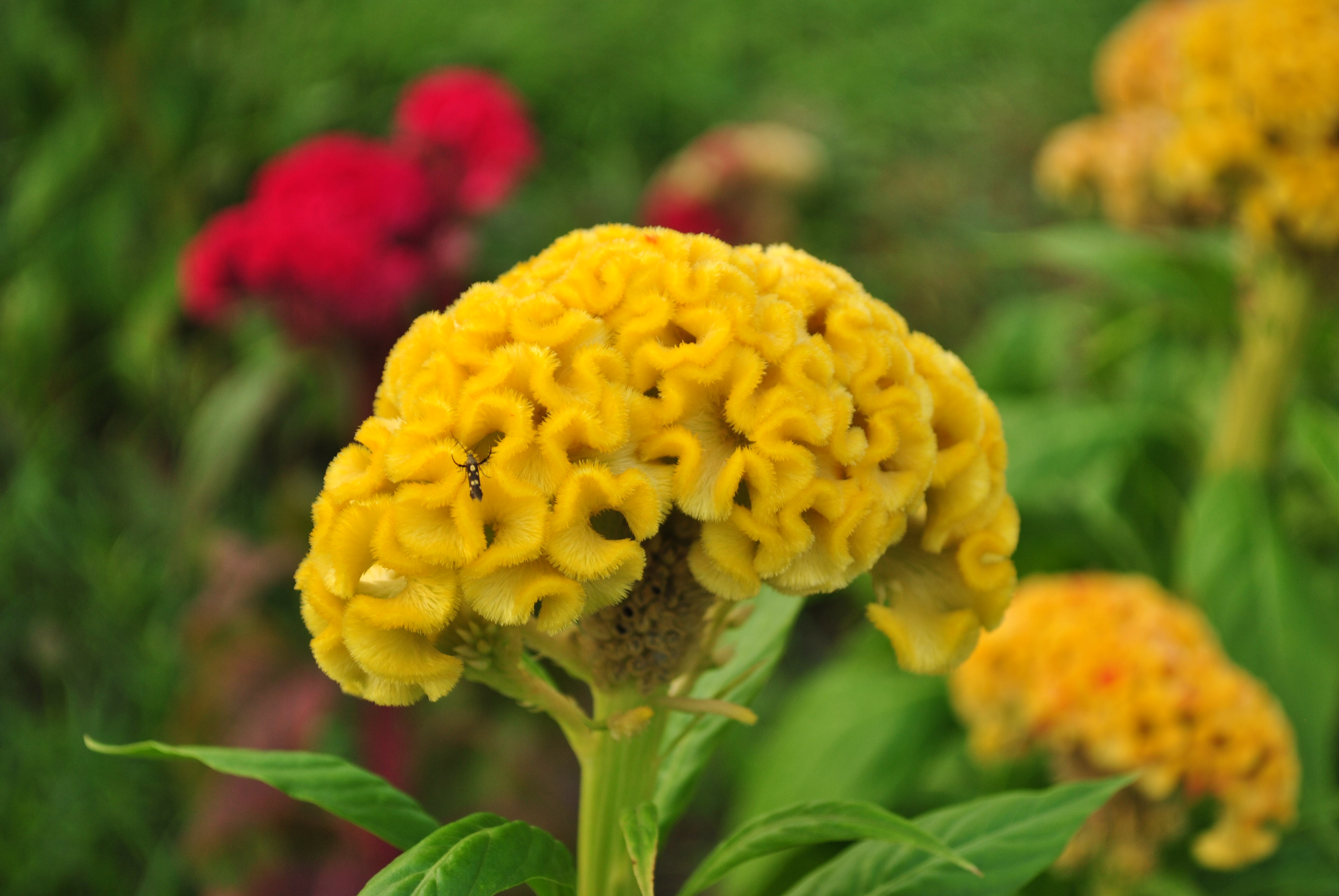
Celosia cristata
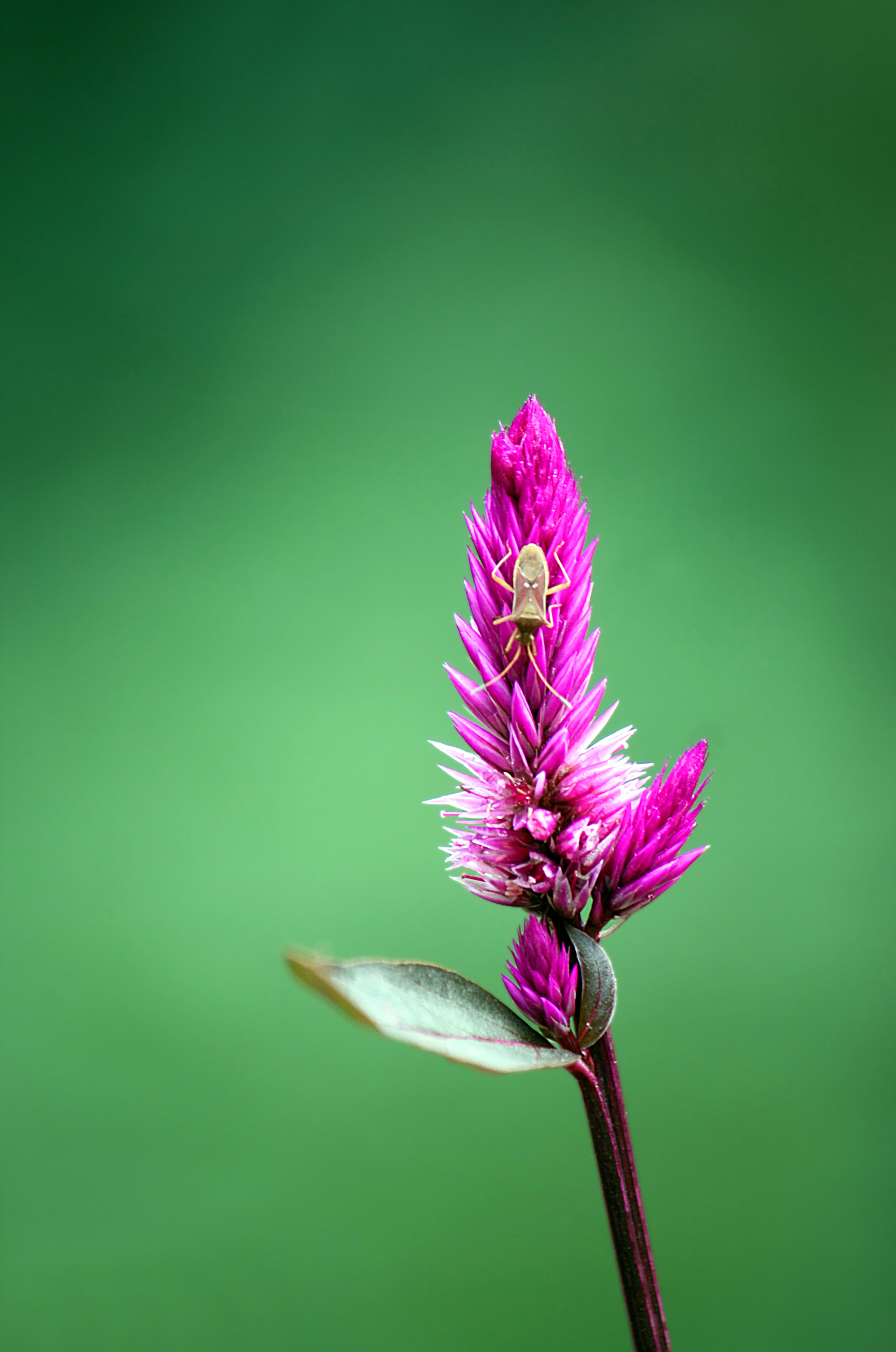
Комаха на квітці.
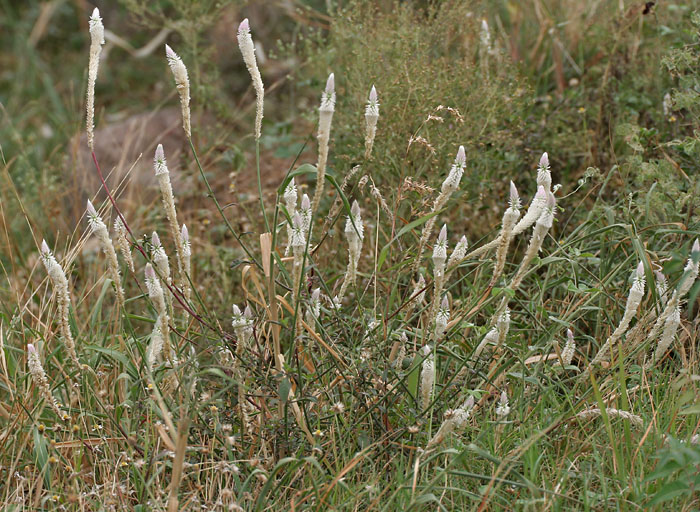
Навколо полів у Хайдарабаді, Індія
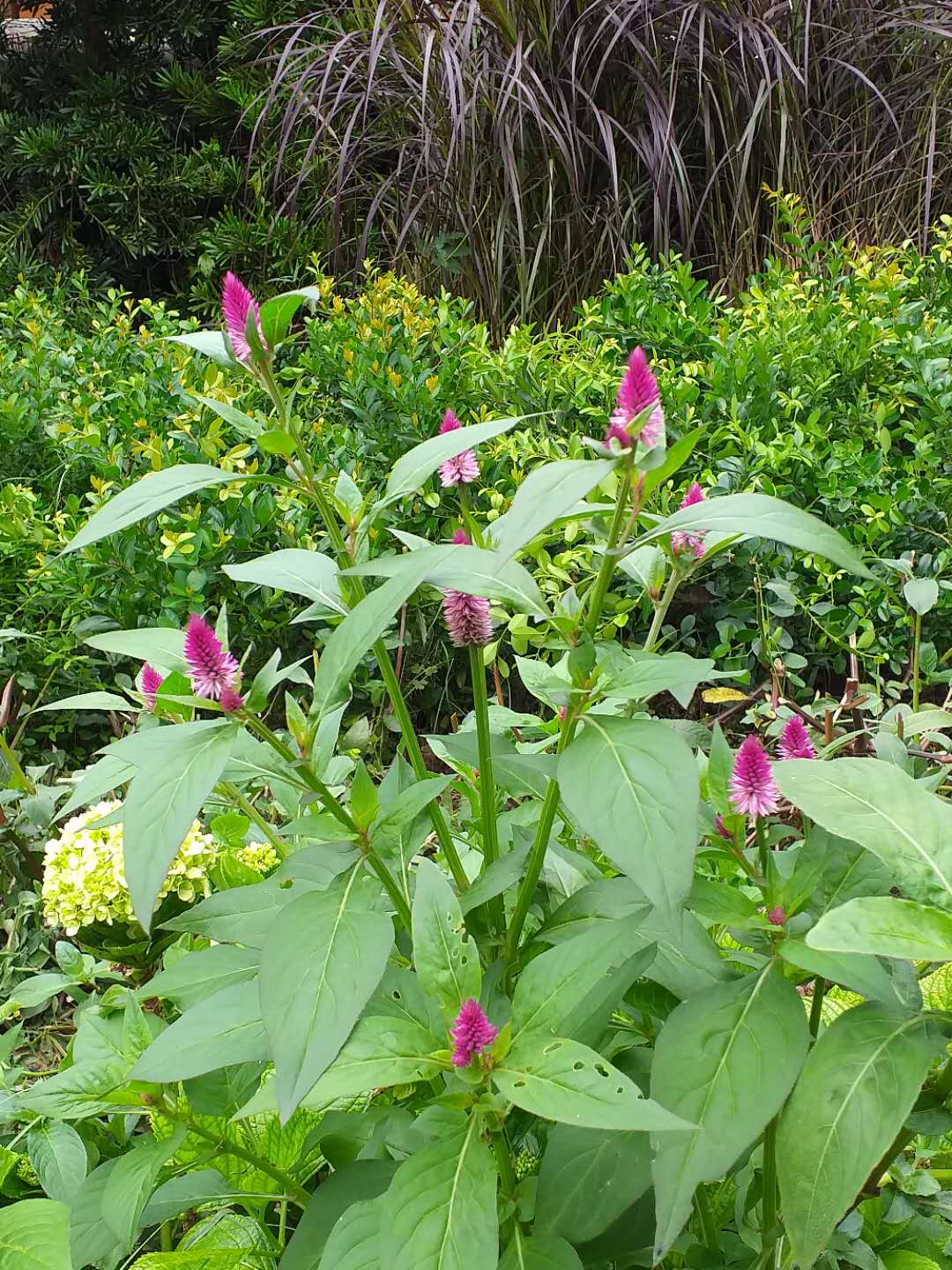
Celosia argentea. 2018 Всесвітня виставка флори Тайчжун, Тайвань.
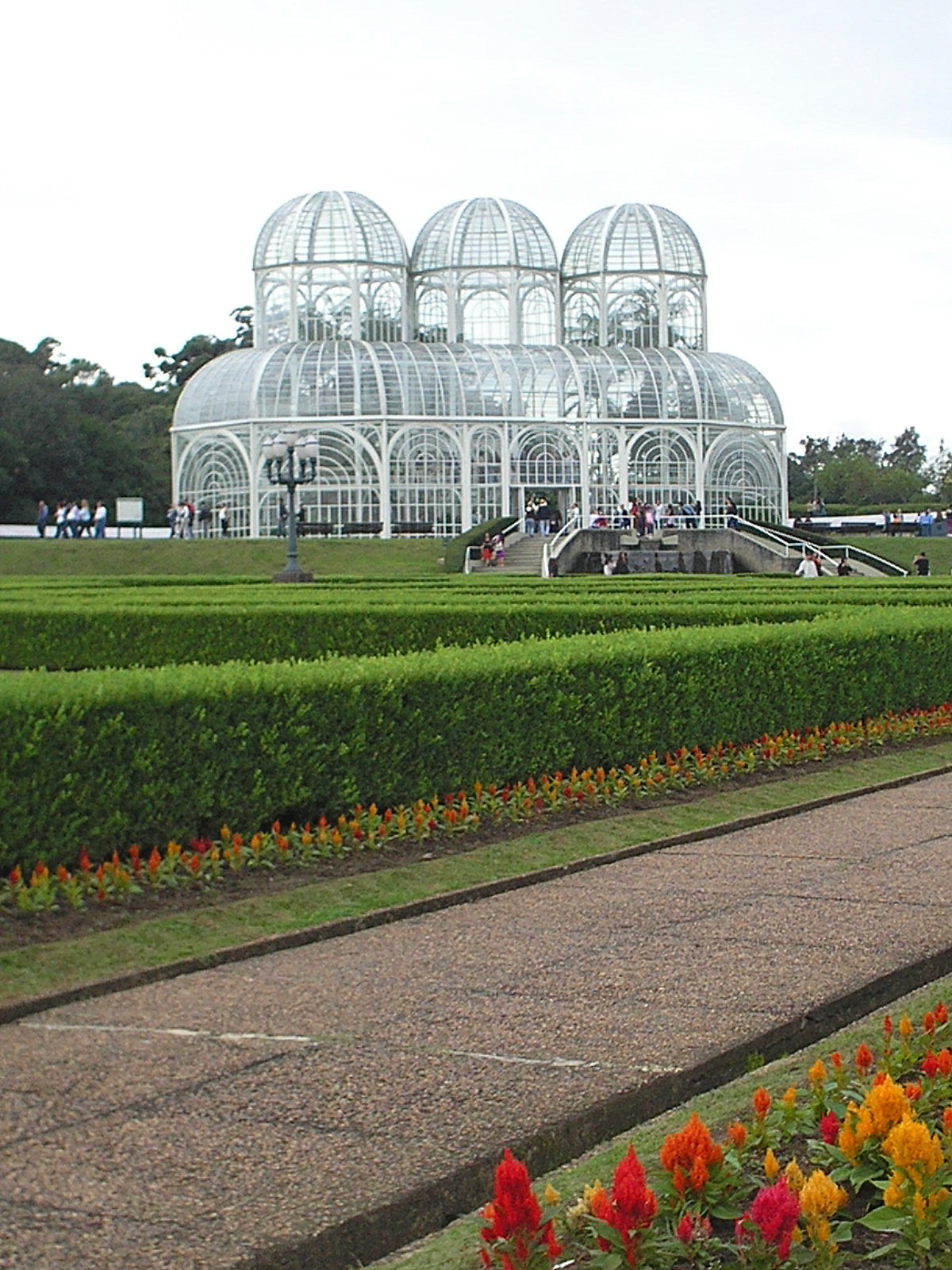
Кольорові сорти, які використовуються як декоративна рослина в Ботанічному саду Куритиби, на півдні Бразилії